# Hugh DeHaven
Hugh DeHaven (1895-1980) foi um piloto norteamericano, engenheiro e pioneiro da segurança passiva. DeHaven sobreviveu a um acidente de avião em um treinamento como piloto do Royal Canadian Flying Corps, durante a Primeira Guerra Mundial. Enquanto se recuperava de um rompimento de pâncreas, ele tentava entender por que havia sobrevivido a esse acidente, percebendo que era o único sobrevivente e que seu cockpit era também o único intacto após o acidente.

## Infância
DeHaven nasceu em 1895, no Brooklyn, em Nova Iorque. Seu pai era um metalúrgico e inventor. Ele frequentou a Fessenden School, em West Newton, Massachusetts, de 1906 a 1909, antes de frequentar The Hill School, em Pottstown, Pensilvânia, entre 1909 e 1914. Após graduar-se, DeHaven cursou a Universidade de Cornell, de 1914 a 1915, e a Universidade de Columbia, de 1915 a 1916. Ele tentou ingressar no Air Corps do Exército dos EUA, em 1916, mas foi rejeitado. Ingressou no Royal Flying Corps Canada, em Toronto, Canadá.

## Trabalho precoce
DeHaven obteve a patente US-2710649 - "Combination shoulder and lap safety belt" ("Cinto de segurança combinado para ombro e cintura"), em 1955, para o primeiro cinto de segurança de três pontos.
DeHaven tem sido chamado de "Pai da Sobrevivência à Colisão".
No início do século XX, DeHaven estabeleceu a "Aviation Safety and Research Facility" ("Instalações para a Segurança e a Pesquisa da Aviação") na Universidade de Cornell
Em 1939, DeHaven recomendou o uso de capacetes e cintos de segurança num ângulo de 45º, em aviões. Ele criou o carretel de inércia e o conceito do painel de instrumentos "desletalizado".

## Pesquisa sobre Traumatismo por Colisão ("Colision Injury Research - CIR")
Em 1942, DeHaven iniciou o projeto de "Pesquisa sobre Traumatismo por Colisão" na Universidade de Cornell e publicou a clássica "Análise mecânica da sobrevivência em quedas de alturas de 50 a 150 pés". Ele concluiu:
O corpo humano pode tolerar e suportar uma força de duas centenas de vezes a força da gravidade por breves intervalos de tempo, durante os quais a força atua transversalmente ao eixo de maior extensão do corpo. É razoável supor que recursos estruturais para reduzir o impacto e distribuir a pressão podem aumentar a sobrevivência e modificar a lesão causada dentro de amplos limites, em acidentes de avião e automóvel.
Em 1950, DeHaven publicou um relatório que aponta para a "segunda colisão" e os riscos envolvidos na ejeção para fora do veículo. Ele criou o conceito de "empacotar" os ocupantes de automóveis. E concluiu:
Em 1953, o projeto foi dividido em dois sub-projetos, a saber, a "Pesquisa sobre Traumatismo por Colisão em Automóveis" ("Automobile Crash Injury Research - ACIR") e a "Pesquisa sobre Traumatismo por Colisão na Aviação" ("Aviation Crash Injury Research - AvCIR"). A Flight Safety Foundation assume o AvCIR (posteriormente, "Engenharia e Pesquisa sobre a Segurança da Aviação" / "Aviation Safety Engineering and Research - AvSER"), e continua as pesquisas sobre "sobrevivência à colisão" iniciadas por DeHaven. A AvSER agora faz parte da "Dynamic Science, Inc".

## Citações
Vamos entrar no automóvel de alguma pessoa, viajar uma distância desejada qualquer a velocidades perigosas, sem cinto de segurança, sem cinto de ombro, e com um mínimo de acolchoamento ou de qualquer outra proteção capaz de proteger nossas cabeças e corpos de serem esmagados contra o interior de um carro num acidente. O nível de segurança que aceitamos para nós mesmos, nossas mulheres e nossas crianças é, portanto, equivalente ao de despachar frágeis e valiosos objetos, soltos dentro de um contêiner.
Ele também disse:
"...as pessoas sabiam mais sobre a proteção de ovos no trânsito do que sobre a proteção de cabeças humanas".